# Llista d'especialitats 58 de la Nomenclatura de la UNESCO
Llista d'especialitats del camp 58 (Pedagogia) de la Nomenclatura de la UNESCO:
| Disciplina                                     | Codi    | Especialitat                                                                  |
| ---------------------------------------------- | ------- | ----------------------------------------------------------------------------- |
| 5801 Teoria i mètodes educatius                | 5801.01 | Mètodes àudiovisuals                                                          |
| 5801 Teoria i mètodes educatius                | 5801.02 | Pedagogia comparada                                                           |
| 5801 Teoria i mètodes educatius                | 5801.03 | Desenvolupament de currículums                                                |
| 5801 Teoria i mètodes educatius                | 5801.04 | Teories educatives (vegeu 6104.03)                                            |
| 5801 Teoria i mètodes educatius                | 5801.05 | Pedagogia experimental                                                        |
| 5801 Teoria i mètodes educatius                | 5801.06 | Avaluació d'alumnes                                                           |
| 5801 Teoria i mètodes educatius                | 5801.07 | Mètodes pedagògics (vegeu 6104.02)                                            |
| 5801 Teoria i mètodes educatius                | 5801.08 | Ensenyament programat                                                         |
| 5801 Teoria i mètodes educatius                | 5801.99 | Altres (especifiqueu)                                                         |
| 5802 Organització i planificació de l'educació | 5802.01 | Educació d'adults                                                             |
| 5802 Organització i planificació de l'educació | 5802.02 | Institucions educatives; organització i gestió                                |
| 5802 Organització i planificació de l'educació | 5802.03 | Planificació i finançament de l'educació (vegeu 5312.04)                      |
| 5802 Organització i planificació de l'educació | 5802.04 | Nivells i matèries de l'ensenyament                                           |
| 5802 Organització i planificació de l'educació | 5802.05 | Educació especial: minusvàlids i deficients mentals (vegeu 6102.03 i 6103.05) |
| 5802 Organització i planificació de l'educació | 5802.06 | Anàlisi estadística, modelització i projecció (vegeu 1209)                    |
| 5802 Organització i planificació de l'educació | 5802.07 | Ensenyament i formació professional                                           |
| 5802 Organització i planificació de l'educació | 5802.99 | Altres (especifiqueu)                                                         |
| 5803 Preparació i ocupació dels ensenyants     | 5803.01 | Carrera i estatus dels ensenyants                                             |
| 5803 Preparació i ocupació dels ensenyants     | 5803.02 | Formació docent                                                               |
| 5803 Preparació i ocupació dels ensenyants     | 5803.99 | Altres (especifiqueu)                                                         |
| 5899 Altres (especifiqueu)                     |         |                                                                               |